# أمرودكان
أمرودكان (بالفارسية: امرودکان) هي مستوطنة تقع في قسم برون الريفي (مقاطعة فردوس) في إيران. يقدر عدد سكانها بـ 129 نسمة .